# 얄미운 사랑
《얄미운 사랑》은 2025년 10월 27일부터 방송예정인 tvN드라마이다.

## 기획 의도
멜로장인이 되고픈 형사 전문 배우와 올해의 기자상 출신 정치부 기자에서 연예부로 좌천된 여기자의 혐관 로맨스

## 제작진

### 제작사
- 스튜디오드래곤

- 스튜디오앤뉴

### 극본
- 정여랑 : JTBC 주말 미니시리즈 《닥터 차정숙》(집필) 등 집필

### 연출
- 김가람 : JTBC 저녁 일일연속극 《가시꽃》(공동연출), OCN 일요 미니시리즈 《뱀파이어 탐정》(연출), MBN 수목 미니시리즈 《마성의 기쁨》(연출), JTBC 월화 미니시리즈 《꽃파당: 조선혼담공작소》(연출), SBS 금토 미니시리즈 《굿파트너》(연출) 등 연출

## 등장 인물
- (†) 표시는 드라마 상에서 최종적으로 사망한 인물이다.

### 주요 인물
- 이정재 : 임현준 역

- 임지연 : 위정숙 역

### 그 외 인물
- 오연서 : 권세나 역 - 임현준의 첫사랑이자 ‘한류 여신’ 톱스타로, 과거 임현준을 버리고 떠났다가 다시 나타나 엮이는 인물

- 박해린 : 반수정 역 - 배우

- 서지혜 : 기자들의 사령탑으로서 프로페셔널함은 물론, 또 다른 로맨스를 그려나갈 것으로 알려진 인물

## 시청률
최저 시청률과 최고 시청률은 시청률 조사회사와 지역별로 시청률에 차이가 있을 수 있습니다.
| 2026년 | 2026년 | 2026년         | 2026년       |
| 회차   | 방송일 | AGB 시청률     | AGB 시청률   |
| 회차   | 방송일 | 대한민국(전국) | 서울(수도권) |
| ------ | ------ | -------------- | ------------ |
| 제1회  |        | %              | %            |
| 제2회  |        | %              | %            |
| 제3회  |        | %              | %            |
| 제4회  |        | %              | %            |
| 제5회  |        | %              | %            |
| 제6회  |        | %              | %            |
| 제7회  |        | %              | %            |
| 제8회  |        | %              | %            |
| 제9회  |        | %              | %            |
| 제10회 |        | %              | %            |
| 제11회 |        | %              | %            |
| 제12회 |        | %              | %            |
| 제13회 |        | %              | %            |
| 제14회 |        | %              | %            |
| 제15회 |        | %              | %            |
| 제16회 |        | %              | %            |

## 같이 보기
- 대한민국의 텔레비전 드라마 목록 (ㅇ)
- 2024년 대한민국의 텔레비전 드라마 목록